# Trophée Éric Bompard de 2012
Trophée Éric Bompard de 2012 foi a vigésima sexta edição do Trophée Éric Bompard, um evento anual de patinação artística no gelo organizado pela Federação Francesa de Esportes no Gelo (em francês:  Federation Française des Sports de Glace), e que fez parte do Grand Prix de 2012–13. A competição foi disputada entre os dias 16 de novembro e 18 de novembro, na cidade de Paris, França.

## Eventos
- Individual masculino
- Individual feminino
- Duplas
- Dança no gelo

## Medalhistas
| Evento                        | Ouro                                        | Prata                                   | Bronze                                        |
| Individual masculino detalhes | Takahito Mura · Japão                       | Jeremy Abbott · Estados Unidos          | Florent Amodio · França                       |
| Individual feminino detalhes  | Ashley Wagner · Estados Unidos              | Elizaveta Tuktamysheva · Rússia         | Julia Lipnitskaia · Rússia                    |
| Duplas detalhes               | Yuko Kavaguti · Alexander Smirnov · Rússia  | Meagan Duhamel · Eric Radford · Canadá  | Stefania Berton · Ondřej Hotárek · Itália     |
| Dança no gelo detalhes        | Nathalie Péchalat · Fabian Bourzat · França | Anna Cappellini · Luca Lanotte · Itália | Ekaterina Riazanova · Ilia Tkachenko · Rússia |

## Resultados

### Individual masculino
| Pos.              | Nome              | Nacionalidade    | Pontos | PC        | PL         |
| ----------------- | ----------------- | ---------------- | ------ | --------- | ---------- |
| Medalha de ouro   | Takahito Mura     | Japão            | 230.68 | 76.65 (2) | 154.12 (2) |
| Medalha de prata  | Jeremy Abbott     | Estados Unidos   | 227.63 | 81.18 (1) | 146.45 (3) |
| Medalha de bronze | Florent Amodio    | França           | 214.25 | 60.13 (7) | 154.12 (1) |
| 4                 | Brian Joubert     | França           | 210.16 | 75.46 (3) | 134.70 (5) |
| 5                 | Song Nan          | China            | 205.48 | 65.75 (6) | 139.73 (4) |
| 6                 | Guan Jinlin       | China            | 191.99 | 65.77 (5) | 126.22 (6) |
| 7                 | Chafik Besseghier | França           | 183.32 | 58.28 (8) | 125.04 (7) |
| 8                 | Tomáš Verner      | República Tcheca | 181.72 | 57.40 (9) | 124.32 (8) |
| WD                | Jorik Hendrickx   | Bélgica          | —      | 68.90 (4) | — (WD)     |

### Individual feminino
| Pos.              | Nome                   | Nacionalidade  | Pontos | PC         | PL         |
| ----------------- | ---------------------- | -------------- | ------ | ---------- | ---------- |
| Medalha de ouro   | Ashley Wagner          | Estados Unidos | 190.63 | 63.09 (2)  | 127.54 (1) |
| Medalha de prata  | Elizaveta Tuktamysheva | Rússia         | 179.62 | 58.26 (3)  | 121.36 (2) |
| Medalha de bronze | Julia Lipnitskaia      | Rússia         | 179.31 | 63.55 (1)  | 115.76 (3) |
| 4                 | Christina Gao          | Estados Unidos | 164.71 | 52.55 (7)  | 112.16 (4) |
| 5                 | Maé Bérénice Méité     | França         | 157.58 | 54.83 (4)  | 102.75 (5) |
| 6                 | Polina Korobeynikova   | Rússia         | 144.82 | 54.50 (5)  | 90.32 (7)  |
| 7                 | Jelena Glebova         | Estônia        | 140.86 | 52.61 (6)  | 88.25 (9)  |
| 8                 | Jenna McCorkell        | Reino Unido    | 135.40 | 43.15 (10) | 92.25 (6)  |
| 9                 | Joshi Helgesson        | Suécia         | 133.77 | 45.19 (9)  | 88.58 (8)  |
| 10                | Léna Marrocco          | França         | 132.44 | 48.86 (8)  | 83.58 (10) |

### Duplas
| Pos.              | Nome                              | Nacionalidade | Pontos | PC        | PL         |
| ----------------- | --------------------------------- | ------------- | ------ | --------- | ---------- |
| Medalha de ouro   | Yuko Kavaguti / Alexander Smirnov | Rússia        | 187.99 | 66.78 (1) | 121.21 (2) |
| Medalha de prata  | Meagan Duhamel / Eric Radford     | Canadá        | 186.71 | 62.28 (2) | 124.43 (1) |
| Medalha de bronze | Stefania Berton / Ondřej Hotárek  | Itália        | 169.49 | 57.30 (4) | 112.19 (5) |
| 4                 | Peng Cheng / Zhang Hao            | China         | 167.76 | 59.92 (3) | 107.84 (6) |
| 5                 | Ksenia Stolbova / Fedor Klimov    | Rússia        | 166.73 | 53.64 (5) | 113.09 (3) |
| 6                 | Vanessa James / Morgan Ciprès     | França        | 163.65 | 51.44 (7) | 112.21 (4) |
| 7                 | Daria Popova / Bruno Massot       | França        | 151.34 | 52.96 (6) | 98.38 (7)  |

### Dança no gelo
| Pos.              | Nome                                    | Nacionalidade  | Pontos | PC        | PL         |
| ----------------- | --------------------------------------- | -------------- | ------ | --------- | ---------- |
| Medalha de ouro   | Nathalie Péchalat / Fabian Bourzat      | França         | 168.90 | 68.48 (1) | 100.42 (1) |
| Medalha de prata  | Anna Cappellini / Luca Lanotte          | Itália         | 153.26 | 66.18 (2) | 87.08 (4)  |
| Medalha de bronze | Ekaterina Riazanova / Ilia Tkachenko    | Rússia         | 146.03 | 58.23 (3) | 87.80 (3)  |
| 4                 | Madison Hubbell / Zachary Donohue       | Estados Unidos | 145.23 | 56.54 (4) | 88.69 (2)  |
| 5                 | Julia Zlobina / Alexei Sitnikov         | Azerbaijão     | 140.30 | 54.76 (5) | 85.54 (5)  |
| 6                 | Piper Gilles / Paul Poirier             | Canadá         | 135.86 | 51.99 (6) | 83.87 (6)  |
| 7                 | Ekaterina Pushkash / Jonathan Guerreiro | Rússia         | 128.26 | 49.88 (7) | 78.38 (7)  |
| 8                 | Pernelle Carron / Lloyd Jones           | França         | 120.23 | 48.35 (8) | 71.88 (8)  |

## Quadro de medalhas
| Ordem | País           | Medalha de ouro | Medalha de prata | Medalha de bronze |    | Ordem por total |
| ----- | -------------- | --------------- | ---------------- | ----------------- | -- | --------------- |
| 1     | Rússia         | 1               | 1                | 2                 | 4  | 1               |
| 2     | Estados Unidos | 1               | 1                |                   | 2  | 2               |
| 3     | França         | 1               |                  | 1                 | 2  | 2               |
| 4     | Japão          | 1               |                  |                   | 1  | 5               |
| 5     | Itália         |                 | 1                | 1                 | 2  | 2               |
| 6     | Canadá         |                 | 1                |                   | 1  | 5               |
| TOTAL | TOTAL          | 4               | 4                | 4                 | 12 | —               |